# Kivunge
Kivunge è una circoscrizione rurale (rural ward) della Tanzania situata nel distretto di Kaskazini A, regione di Zanzibar Nord. Conta una popolazione di 4 199 abitanti (censimento 2012).